# Centroclisis ustulata
Centroclisis ustulata is een insect uit de familie van de mierenleeuwen (Myrmeleontidae), die tot de orde netvleugeligen (Neuroptera) behoort. 
Centroclisis ustulata is voor het eerst wetenschappelijk beschreven door Navás in 1908.